# Публий Матиен (военный трибун)
Публий Матиен (лат. Publius Matienus; погиб в 205 году до н. э.) — римский военачальник, участник Второй Пунической войны. Служил в качестве военного трибуна под началом Публия Корнелий Сципиона в 205 году до н. э. Вместе с Марком Сергием Публий командовал отрядом, который отбил у карфагенян один из двух акрополей в Локрах. Позже к этому городу пришли основные вражеские силы во главе с Ганнибалом, но римляне отразили эту атаку. Матиен и Сергий со своими людьми остались в Локрах. Они должны были подчиняться легату Квинту Племинию, но вскоре в ходе грабежа города произошёл конфликт между их солдатами и людьми легата. Племиний приказал высечь трибунов. Солдаты Матиена и Сергия напали на него и отрезали ему нос и уши. Сципион, узнав об этом, лично прибыл в Локры, провёл расследование, признал действия легата правомерными, а трибунов велел отправить закованными в цепи на суд сената. Сразу после этого он уехал; Племиний, считая решение командующего не вполне справедливым, приказал запытать Матиена и Сергия до смерти. Их тела бросили без погребения.
Локрский инцидент получил широкую огласку. Влиятельные противники Сципиона использовали эту историю, чтобы поставить под сомнение его способности как командующего. Племиний был отдан под суд и умер в тюрьме.
Предположительно внуком Публий Матиена был монетарий того же имени, занимавший должность между 150 и 125 годами до н. э.